# Riđage
Riđage (em cirílico: Риђаге) é uma vila da Sérvia localizada na cidade de Čačak, pertencente ao distrito de Moravica, na região de Pomoravlje. A sua população era de 215 habitantes segundo o censo de 2011.

## Demografia
| 1948 | 1953 | 1961 | 1971 | 1981 | 1991 | 2002 | 2011 |
| ---- | ---- | ---- | ---- | ---- | ---- | ---- | ---- |
| 435  | 429  | 356  | 329  | 282  | 246  | 230  | 215  |